# What A Lemon (UK/USA-udgave)
What A Lemon er Gasolin's Gas 5 på engelsk, som udkom i 1976.

## Spor
1. "What A Lemon"
2. "Fatherless Hill"
3. "Lonesome Avenue"
4. "Rebel Run"
5. "Lots Of Success"
6. "It`s All The Same To An American Dane"
7. "Lady Oh Lady"
8. "Sad Song Of A Bluebird"
9. "Rabalderstraede"
10. "The Last Jim"